# 스톰프런트
스톰프런트(stormfront)는 백인민족주의, 백인 우월주의, 신나치주의 이념을 가진 최초의 주요 증오언설 인터넷 포럼 사이트이다. 홀로코스트 부인론 외에도 이슬라모포비아에 대해서도 지지하는 사이트이기도 하다.
스톰프런트 사이트는 1990년대 초반 온라인 전자 게시판에서 시작하다가 1996년 쿠 클럭스 클랜의 전 대표이자 백인우월주의자인 돈 블랙이 독립된 웹 사이트로 만들었다.

## 같이 보기
- 쥬 워치 (Jew Watch)
- 백인민족주의 단체 목록